# رگ‌ن‌بون من
رگ‌ن‌بون من (انگلیسی: Rag'n'Bone Man؛ زادهٔ ۲۹ ژانویهٔ ۱۹۸۵) یک خواننده اهل بریتانیا است. وی به خاطر ترانه انسان‌ مشهور است.